# 11941 Archinal
11941 Archinal è un asteroide della fascia principale. Scoperto nel 1993, presenta un'orbita caratterizzata da un semiasse maggiore pari a 1,9513499 UA e da un'eccentricità di 0,0502541, inclinata di 25,10071° rispetto all'eclittica.